# 人工智能物联网
人工智能物联网（英語：The Artificial Intelligence of Things）是人工智能技术与物联网基础设施互相结合，以达到更高效率，改善人机交互，增强数据管理和分析。
2018年，KPMG发布了一篇到2040年的AI未来场景的前瞻研究。 分析师在报告中设想了物联网中每个设备都具备人工智能的场景，这些人工智能可以自主连接到其他人工智能，以实现共同智能地执行任务。将通过群体智能实时地创造价值。